# جایزه بزرگ برزیل ۱۹۸۱
جایزه بزرگ برزیل ۱۹۸۱ (انگلیسی: ‎1981 Brazilian Grand Prix‎)، که به‌طور رسمی با نام دهمین جایزه بزرگ برزیل شناخته می‌شود، یک مسابقهٔ موتوری در رشتهٔ اتومبیل‌رانی فرمول یک بود که در تاریخ ۲۹ مارس ۱۹۸۱ در پیست ژاکارپاگوآ واقع در ژاکارپاگوآ، ریو دو ژانیرو، برزیل برگزار شد. این گراند پری در میان ۱۵ گراند پری در فصل ۱۹۸۱، مسابقهٔ شمارهٔ ۲ بود.
در این مسابقه که قرار بود در ۶۳ دور و به مسافت ۳۱۶٫۹۵۳ کیلومتر (۱۹۶٫۹۴۵ مایل) برگزار شود، پول پوزیشن توسط نلسون پیکه کسب شد و سریع‌ترین زمان برای طی یک دور پیست که برابر با ۱:۵۴٫۳۰۲ بود نیز توسط مارک شورر به ثبت رسید. این مسابقه پیش از پایان دورهای برنامه‌ریزی‌شده، در دور ۶۲ و پس از طی مسافت ۳۱۱٫۹۲۲ کیلومتر (۱۹۳٫۸۱۹ مایل) متوقف شد.
کارلوس روتمان از تیم ویلیامز-فورد، آلن جونز از تیم ویلیامز-فورد و ریکاردو پاتریس از تیم اروز-فورد به‌ترتیب مقام‌های اول تا سوم مسابقه را کسب کردند.

## رده‌بندی قهرمانی پس از مسابقه
| جایگاه | راننده         | امتیاز |
| ------ | -------------- | ------ |
| ۱      | آلن جونز       | ۱۵     |
| ۲      | کارلوس روتمان  | ۱۵     |
| ۳      | نلسون پیکه     | ۴      |
| ۴      | ریکاردو پاتریس | ۴      |
| ۵      | ماریو اندرتی   | ۳      |
| منبع:  |                |        |

| جایگاه | سازنده       | امتیاز |
| ------ | ------------ | ------ |
| ۱      | ویلیامز-فورد | ۳۰     |
| ۲      | برابام-فورد  | ۴      |
| ۳      | اروز-فورد    | ۴      |
| ۴      | آلفا رومئو   | ۳      |
| ۵      | انساین-فورد  | ۳      |
| منبع:  |              |        |

یادداشت
- تنها پنج جایگاه نخست از هر رده‌بندی نمایش داده شده است.